# Elezioni parlamentari in Scozia del 2003
Le elezioni parlamentari scozzesi del 2003 si tennero il 1º maggio; si trattò delle seconde elezioni per il Parlamento scozzese e non apportarono alcun cambiamento in termini di controllo dell'esecutivo scozzese. Jack McConnell, deputato del Partito Laburista Scozzese, rimase in carica come Primo ministro e il governo scozzese continuò con una coalizione tra i laburisti ed i Liberal Democratici.
I risultati mostrarono anche un aumento del sostegno ai partiti "minori", tra cui il Partito Verde Scozzese ed il Partito Socialista Scozzese, e un declino del sostegno al Partito Laburista ed al Partito Nazionale Scozzese (SNP). I Conservatori Scozzesi ed i Liberal Democratici presero quasi la stessa percentuale delle elezioni del 1999, mantenendo quindi un identico numero di seggi.
Furono eletti tre politici indipendenti: Dennis Canavan, Margo MacDonald e Jean Turner. John Swinburne, leader del Partito Unità dei Cittadini Anziani, fu altresì eletto; ciò contribuì alla definizione del Parlamento "arcobaleno", anche se in base all'aritmetica, la coalizione di laburisti e liberal democratici poté continuare con il governo, cosa che fecero fino alle elezioni del 2007.
Il decremento nel sostegno al SNP fu visto da alcuni come un rigetto della causa dell'indipendenza scozzese; altri erano invece di diverso avviso, in quanto sostenevano che in realtà il numero di deputati a favore dell'indipendenza era effettivamente cresciuto, dato che molti partiti minori condividevano le posizioni del SNP.

## Risultati
| Partito | Partito                      | Sistema a membri addizionali | Sistema a membri addizionali | Sistema a membri addizionali | Sistema a membri addizionali | Sistema a membri addizionali | Sistema a membri addizionali | Sistema a membri addizionali | Sistema a membri addizionali | Sistema a membri addizionali | Sistema a membri addizionali | Seggi totali | Seggi totali | Seggi totali |
| Partito | Partito                      | Collegi                      | Collegi                      | Collegi                      | Collegi                      | Collegi                      | Regioni                      | Regioni                      | Regioni                      | Regioni                      | Regioni                      | Seggi totali | Seggi totali | Seggi totali |
| Partito | Partito                      | Voti                         | %                            | +/-                          | Seggi                        | +/-                          | Voti                         | %                            | +/-                          | Seggi                        | +/-                          | Totale       | +/-          | %            |
| ------- | ---------------------------- | ---------------------------- | ---------------------------- | ---------------------------- | ---------------------------- | ---------------------------- | ---------------------------- | ---------------------------- | ---------------------------- | ---------------------------- | ---------------------------- | ------------ | ------------ | ------------ |
|         | Partito Laburista Scozzese   | 659.879                      | 34,6                         | 4,21                         | 46                           | 7                            | 561.379                      | 29,3                         | 4,34                         | 4                            | 1                            | 50           | 6            | 38,8         |
|         | Partito Nazionale Scozzese   | 449.476                      | 23,8                         | 4,96                         | 9                            | 2                            | 399.659                      | 20,9                         | 6,36                         | 18                           | 10                           | 28           | 8            | 20,9         |
|         | Conservatori Scozzesi        | 312.598                      | 16,6                         | 1,04                         | 3                            | 3                            | 296.929                      | 15,5                         | 0,15                         | 15                           | 3                            | 18           | 0            | 14,0         |
|         | Liberal Democratici Scozzesi | 286.150                      | 15,3                         | 1,15                         | 13                           | 1                            | 225.774                      | 11,8                         | 0,63                         | 4                            | 1                            | 17           | 0            | 13,2         |
|         | Partito Verde Scozzese       | —                            | —                            | —                            | —                            | —                            | 132.138                      | 6,9                          | 4,9                          | 7                            | 6                            | 7            | 6            | 5,4          |
|         | Partito Socialista Scozzese  | 117.709                      | 6,2                          | 5,19                         | 0                            | 0                            | 128.026                      | 6,7                          | 3,1                          | 6                            | 5                            | 6            | 5            | 4,7          |
|         | Partito Laburista Socialista | —                            | —                            | —                            | —                            | —                            | 21.657                       | 1,14                         | 1,23                         | 0                            | 0                            | 0            | 0            | 0,0          |
|         | Altri                        | 50.820                       | 3,4                          | 2,5                          | 2                            | 1                            | 150.294                      | 7,94                         | 2,2                          | 2                            | 2                            | 4            | 3            | 3,1          |
|         | Totale                       | 1.891.335                    | 100,0                        |                              | 73                           |                              | 1.915.856                    | 100,0                        |                              | 56                           |                              | 129          |              | 100,0        |

|                      |                      |  |        |        |
| -------------------- | -------------------- |  | ------ | ------ |
| Laburisti            | Laburisti            |  | 29,30% | 29,30% |
| SNP                  | SNP                  |  | 20,86% | 20,86% |
| Conservatori         | Conservatori         |  | 15,50% | 15,50% |
| Liberal Democratici  | Liberal Democratici  |  | 11,78% | 11,78% |
| Verdi                | Verdi                |  | 6,90%  | 6,90%  |
| Socialisti           | Socialisti           |  | 6,68%  | 6,68%  |
| Laburisti Socialisti | Laburisti Socialisti |  | 1,13%  | 1,13%  |
| Altri                | Altri                |  | 7,84%  | 7,84%  |

|                     |                     |  |        |        |
| ------------------- | ------------------- |  | ------ | ------ |
| Laburisti           | Laburisti           |  | 38,76% | 38,76% |
| SNP                 | SNP                 |  | 20,93% | 20,93% |
| Conservatori        | Conservatori        |  | 13,95% | 13,95% |
| Liberal Democratici | Liberal Democratici |  | 13,18% | 13,18% |
| Verdi               | Verdi               |  | 5,43%  | 5,43%  |
| Socialisti          | Socialisti          |  | 4,65%  | 4,65%  |
| Altri               | Altri               |  | 3,10%  | 3,10%  |